# Henry-Louis de La Grange

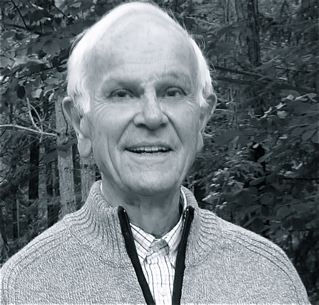
Henry-Louis de La Grange (2010)

Henry-Louis de La Grange (* 26. Mai 1924 in Paris; † 27. Januar 2017 in Lonay, Bezirk Morges, Kanton Waadt, Schweiz) war ein französischer Musikwissenschaftler. Er war Biograf von Gustav Mahler.

## Leben
Henry-Louis de La Grange wurde als Sohn einer amerikanischen Mutter (Emily Sloane) und eines französischen Vaters (Amaury de la Grange) geboren. Sein Vater war Senator, kurzzeitig Staatsminister und Vizepräsident der International Aviation Federation. Er studierte Geisteswissenschaften in Paris und New York sowie Literatur an der Universität von Aix-en-Provence und an der Sorbonne. Von 1946 bis 1947 studierte er an der musikalischen Fakultät der Yale-Universität und anschließend, von 1948 bis 1953, privat in Paris – Klavier bei Yvonne Lefébure, Harmonielehre, Kontrapunkt und Analyse bei Nadia Boulanger.
La Grange begann seine Karriere als Musikkritiker im Jahre 1952, und er schrieb für Opera News, Saturday Review, New York Herald Tribune, The New York Times, Musical America und Opus in den Vereinigten Staaten sowie für Arts, Disques, La Revue Musicale und Harmonie in Frankreich.
Zum ersten Mal hörte La Grange die Musik von Gustav Mahler am 20. Dezember 1945, die Neunte Symphonie, als der Mahler-Schüler Bruno Walter die erste Aufführung der New York Philharmonic dieses Werkes dirigierte. Er hatte das Konzert besucht, weil er ein großer Bewunderer des Dirigenten war, aber er wusste sehr wenig über Mahler, der damals nicht annähernd so bekannt war wie heute. La Grange war von der Länge der Sinfonie und dem ungewöhnlichen Stil überrascht, und seine Neugier war geweckt. Er interessierte sich allmählich mehr und mehr für den Komponisten, und seit 1953 gilt sein Hauptinteresse dem Leben und Werk von Gustav Mahler. Seine Recherchen führten ihn zu den meisten großen Bibliotheken Europas und Nordamerikas. Er suchte und konsultierte die noch lebenden Zeugen aus Mahlers Leben und Zeit, lernte Alma Mahler im Jahre 1952 kennen und wurde zum engen Freund ihrer Tochter Anna. Während dieser Jahre der Recherchen trug er ein riesiges Archiv von Dokumenten aller Art zusammen, das eine der reichhaltigsten Sammlungen über Mahler und seine Epoche darstellt. Seine Dateien und Sammlung von Autografen, Dokumenten und Fotografien bilden nun den Kern der Mahler-Multimedia-Bibliothek, die er im Jahre 1986 zusammen mit Maurice Fleuret gegründet hat. Deren große Bestände von Autografen, Dokumenten, Büchern und Aufnahmen sind nun für Musiker, Studenten und Journalisten aus der ganzen Welt zugänglich.
Der erste Band seiner definitiven Mahler-Biografie wurde von Doubleday in New York im Jahre 1973 veröffentlicht und 1974 von Victor Gollancz Ltd. in London. Eine erweiterte und aktualisierte französische Version erschien 1979 bei Fayard. Beim gleichen Verleger folgten ein zweiter und dritter Band, das ganze Werk umfasst ca. 3.600 Seiten. Einstimmig als ein internationales musikwissenschaftliches Ereignis begrüßt erhielt dieses Monumentalwerk den Deems Taylor Preis (U.S. 1974), den Preis für das beste Musikbuch verliehen vom Syndicat de la critique dramatique et musicale (Frankreich 1983), und den Grand Prix de Littérature musicale der Académie Charles Cros (Frankreich 1984). Band II der überarbeiteten, aktualisierten und erweiterten vierbändigen englischen Version von „Gustav Mahler“ ist im Jahre 1995 bei Oxford University Press in England und den USA erschienen und wurde im darauffolgenden Jahr mit dem Preis der Royal Philharmonic Society in London ausgezeichnet. Band III wurde im Jahre 2000 veröffentlicht, und Band IV im Jahre 2008. Mit der deutschen Übersetzung war Albrecht Joseph, der Ehemann Anna Mahlers, beauftragt, der Übersetzer musste nach eineinhalb Jahren Arbeit sein Honorar für die bislang unveröffentlichte Arbeit vom Verlag vor Gericht erstreiten.
Über viele Jahre hielt La Grange Vorträge über Mahler, und er bereiste damit die Vereinigten Staaten, Kanada, England, Irland, Schweden, Norwegen, Belgien, Holland, Tschechien, Ungarn, Spanien, Italien, Marokko und, im Fernen Osten, Japan, Hongkong, Indonesien, die Philippinen, Australien, Neuseeland usw. Darüber hinaus hat er Gastvorlesungen gegeben an der Stanford University, der Columbia University, der Indiana University (1974–1981), der Universität Genf (1982), der Universität Leipzig, The Juilliard School, der University of California in Los Angeles (1985), der Universität Budapest (1987), der Universität Hamburg (1988), der Universität von Oslo (1993), dem Pariser Konservatorium, sowie an den Universitäten von Kyoto, Hong Kong, Wellington, Sydney, Canberra, Melbourne, Boulder, und San Francisco (1998), und er lehrte ein DEA Seminar an der École Normale Supérieure in Paris (1986).
Weiterhin leitete er das Festival „Les Nuits d’Alziprato“ in Korsika für fünf Jahre (1974–1979), und im Sommer 1986 das Mahler-Festival in Toblach (Dobbiaco, Italien). La Grange produzierte oder nahm an vielen Sendungen im Radio und Fernsehen teil, darunter 34 zweistündige Programme für France-Musique (Radio) über das Leben und Werk von Mahler, sechs einstündige Programme für WGUC (Public Radio) in Cincinnati, USA, und eine Serie von sechs über die letzten Jahre Mahlers für Radio Suisse Romande. Er hatte auch Anteil an der Konzeption und Produktion der ersten großen Ausstellung über Mahler: „Une œuvre, une vie, une époque“ am Musée d’art moderne de la Ville de Paris, im Jahre 1985, die über 27.000 Besucher anzog und so alle bisherigen Rekorde für eine musikalische Ausstellung brach. In diesem Zusammenhang organisierte er zwei internationale Mahler Symposien, in Paris und Montpellier, und zwei weitere Ausstellungen in Paris am Châtelet und der Bibliothèque Gustav Mahler anlässlich der Aufführung des kompletten Mahler-Zyklus von Februar bis Mai 1989 (5 Vorträge und ein weiteres Symposium an der Sorbonne).
La Grange fungierte als Berater für den Mahler-Zyklus mit dem Orchestre National de Lyon in den Jahren 1991–1993. 1999 organisierte er ein internationales Symposium über „Die Ironie in Mahlers Musik“ an der Universität von Montpellier. 1998 verbrachte er drei Wochen in San Francisco als Gastdozent für die „Mahler Celebration“ des Orchesters, und er war einer der ersten europäischen Musikwissenschaftler, der in Peking über einen Vortrag Mahler hielt. Er tourte als Dozent durch die Vereinigten Staaten und Mexiko im Jahre 2000. 2002 gab er vier Konzerteinführungen in Philadelphia und New York für das Philadelphia Orchestra.

## Ehrungen und Preise
- Professorentitel, verliehen von der österreichischen Regierung, 1988
- Eine Sammlung von Essays über Mahler von eminenten Gelehrten wurde 1997 als Festschrift zu Ehren des siebzigsten Geburtstags von Henry-Louis de La Grange veröffentlicht.[14]
- Charles Flint Kellogg Award in Kunst und Literatur am Bard College, Annandale-on-Hudson (New York), 2002[15]
- Orden des Offizier des Ordens der Ehrenlegion (2006)
- Österreichisches Ehrenkreuz für Wissenschaft und Kunst 1. Klasse (2010)[16]
- IGMG Wien, Goldmedaille der Internationalen Gustav Mahler Gesellschaft (2010)
- Ehrendoktor der Musik, The Juilliard School, 2010[4][5]
- 1993: Ordre des Arts et des Lettres (Komtur)[17]
- 1998: Ordre national du Mérite (Kommandeur) Ernennung zum Offizier 1989[18]
- 2006: Mitglied der Ehrenlegion (Offizier), Ernennung zum Ritter 1982[19]

## Veröffentlichungen (Auswahl)

### Bücher
- Mahler, Band I (1860–1901). Garden City, New York: Doubleday & Co, 1973, 982 Seiten, ISBN 978-0-385-00524-1.
- Mahler, Band I (1860–1901). London: Gollancz, 1974, 987 Seiten, ISBN 978-0-575-01672-9.
- Gustav Mahler (Französisch, 3 Bände):
  - Band 1: Les chemins de la gloire (1860–1899). Paris: Fayard, 1979, 1149 Seiten, ISBN 978-2-213-00661-1.
  - Band 2: L’âge d’or de Vienne (1900–1907). Paris: Fayard, 1983, 1278 Seiten, ISBN 978-2-213-01281-0.
  - Band 3: Le génie foudroyé (1907–1911). Paris: Fayard, 1984, 1361 Seiten, ISBN 978-2-213-01468-5.
- Gustav Mahler (English, 4 weitere Bände):
  - Band 2: Vienna: The Years of Challenge (1897–1904). Oxford: Oxford University Press, 1995, 892 Seiten, ISBN 978-0-19-315159-8.
  - Band 3: Vienna: Triumph and Disillusion (1904–1907). Oxford: Oxford University Press, 2000, 1000 Seiten, ISBN 978-0-19-315160-4.
  - Band 4: A New Life Cut Short (1907–1911). Oxford: Oxford University Press, 2008, 1758 Seiten, ISBN 978-0-19-816387-9.
  - Band 1: The Arduous Road to Vienna (1860–1897). Turnhout: Speculum Musicae, 2020, 850 Seiten, ISBN 978-2-503-58814-8
- Vienne, une histoire musicale (Französisch, 2 Bände):
  - Band 1: 1100–1848. Arles: Bernard Coutaz, 1990, 261 Seiten, ISBN 978-2-87712-008-1.
  - Band 2: 1848 à nos jours. Arles: Bernard Coutaz, 1991, 261 Seiten, ISBN 978-2-87712-047-0.
- Vienne, une histoire musicale (Französisch, kombinierte Edition). Paris: Fayard, 1995, 417 Seiten, ISBN 978-2-213-59580-1 (auch ins Deutsche und Spanische übersetzt).
- Mahler: A la recherche de l’infini perdu, ins Japanische übersetzt von Takashi Funayama. Tokyo: Soshiba, 1993, 277 Seiten, ISBN 978-4-7942-0519-3.
- Ein Glück ohne Ruh’ – Die Briefe Gustav Mahlers an Alma (Deutsch, erste Gesamtausgabe), herausgegeben mit Günther Weiß, Berlin: Siedler Verlag, 1995, 575 Seiten, ISBN 978-3-88680-577-8.
- Op zoek naar Gustav Mahler [Auf der Suche nach Gustav Mahler], ins Holländische übersetzt von Ernst van Altena. Amsterdam: Landsmeer, Meulenhoff, 1995, 127 Seiten, ISBN 978-90-290-4932-0.
- Gustav Mahler: Letters to his Wife, herausgegeben von Henry-Louis de La Grange, Güther Weiß, und Knud Martner, ins Englische übersetzt von Antony Beaumont. Ithaca: Cornell University Press, 2004, 431 Seiten, ISBN 978-0-8014-4340-4.

### Weitere Veröffentlichungen
Eine Sammlung seiner Artikel und Vorträge wurde 1992 auf Japanisch von ARC (Tokyo), Japan, veröffentlicht.

Zehn Jahre lang (1986–1995) rezensierte er neue Mahler-Aufnahmen für die französische Zeitschrift Diapason, und er schrieb auch gelegentlich für Le Monde, L’Evénement du Jeudi, Le Monde de la musique, Opus (Chatsworth, California: ABC Consumer Magazines), Scherzo (Madrid), Amadeus (Milano) und Le Nouvel Observateur.

Programmheft-Beiträge für das Orchestre de Paris über alle Orchesterwerke Mahlers (1971–88).

Beiträge für LPs und CDs für zahlreiche Aufnahmen von Mahler sowie anderer Komponisten von Brahms bis Tschaikowsky.
Zahlreiche Beiträge zu Fachliteratur.